# Grenada National Stadium
Das Grenada National Stadium, auch Kirani James Athletic Stadium, ist ein Sportstadion in St. George’s, Grenada. In der Gesamtanlage gibt es ein Stadion für Fußball und Leichtathletik sowie einen Cricketground. Der Gesamtkomplex wurde mit Hilfe Chinas gebaut.

## Police Ground
Der Police Ground wird überwiegend für Fußballspiele genutzt. Das Stadion bietet 10.000 Zuschauern Platz.

## National Cricket Stadium
Das National Cricket Stadium, früher Queen’s Park, ist der Cricket-Ground. Die Eröffnungspartie trugen die Westindies und Australien am 14. April 1999 als One-Day International aus. 2002 kam es mit der Begegnung zwischen den Westindies und Neuseeland dort zu einem ersten Test Match; es war das 84. Stadion für Test Cricket. 2004 verwüstete der Hurrikan „Ivan“ 80 Prozent der grenadischen Infrastruktur. Das Stadion wurde für den Cricket World Cup 2007 wiederhergestellt.